# Pudentienne
Pudentienne ou Potentienne dans l'hagiographie (en latin Pudentiana et Potentiana) est une sainte chrétienne, supprimée du calendrier liturgique depuis 1969, qui aurait vécu au IIe siècle et est traditionnellement associée à sa sœur Praxède ; toutes deux auraient été les filles de saint Pudens. Pudentienne, selon sa légende, serait morte jeune, mais non martyre, rappelée à Dieu à l'âge de seize ans, un 22 avril, et ensevelie le 19 mai dans la catacombe de Priscille.

## Hagiographie
L'époque à laquelle vécut Pudentienne ou plutôt Potentienne est incertaine, attendu qu'aucune source sûre ne la mentionne, et l'existence même de cette figure se révèle extrêmement douteuse. Certains, ne faisant que suivre sans examen la légende, ont cru que le personnage avait réellement vécu au IIe siècle, sous le règne d'Antonin le Pieux (138-161). Son nom et son caractère, en réalité, semblent bien dériver d'une interprétation erronée de l'expression ecclesia Pudentiana (« église pudentienne » au sens de « église de  Pudens »), où l'adjectif Pudentiana aurait été pris pour un nom propre (« église de Pudentienne ») moyennant la simple adjonction d'un e final de génitif (Pudentianae).
Le personnage ainsi forgé, conjointement à sa sœur tout aussi fictive Praxède, fut défini comme la fille du réel mais obscur fondateur de titulus qu'était Pudens, et fut mis en scène dans une composition hagiographique tardive (début du VIe siècle), les Actes pseudépigraphes BHL 6988-6989. La genèse de ce texte a été expliquée par le contexte ecclésial du schisme laurentien (années 498-506) : l'antipape Laurent était archiprêtre du titulus de Praxidas/Praxède et semble avoir été soutenu par le clergé du titulus Pudentis. La création, dans ces circonstances,  du « dossier » hagiographique de Pudens, Praxède et Potentienne/Pudentienne, fut probablement une « machine de guerre » dirigée contre le pape Symmaque. La date même à laquelle l'hagiographe place le décès de Potentienne (un 22 avril) n'a sans doute rien de fortuit et reflète le vif débat de l'époque sur la date de Pâques : les Laurentiens optaient pour la date du 22 avril selon la tradition grecque, alors que le pape Symmaque venait d'imposer la date du 25 mars.

## Culte
La basilique Santa Pudenziana de Rome lui est consacrée, et sa commémoraison dans la liturgie se faisait autrefois le 19 mai, qui était en fait, à l'origine, la date de la commémoraison de Pudens. Faute de sources permettant d'établir son existence, Pudentienne a été supprimée en 1969 du calendrier liturgique romain, comme Praxède, la sœur que lui attribua la légende. 
Les reliques complètes de la sainte étaient conservées dans l'église collégiale de Châtillon-sur-Loing ; depuis le saccage et l'incendie de l'édifice perpétrés par les Huguenots le 3 août 1562, il n'en reste plus que le chef.